# Prvenstvo Hrvatske u odbojci
Superliga je 2. razina odbojkaškog natjecanja u Hrvatskoj za muškarce. Ranije se nazivala i "Prva liga", odnosno "1. A liga". Natjecanje organizira Hrvatski odbojkaški savez, a ranije Hrvatska odbojkaška udruga. Utemeljena je 1992. godine.

## Popis klubova
Godina prvog sudjelovanja navedena je pored kluba (do uključujući sezonu 2004./05.)
Poredani abecedno po sjedištu kluba, zatim po nazivu, preskačući kraticu/oznaku vrste kluba.
ugašeni klubovi (nepotpuno)
| - M.Centrometal (??, 2006./07.) - Centrometal, Čakovec - OKM Centrometal / OK Međimurje Centrometal, Črečan (Nedelišće) (2002./03.) / Črečan Centrometal, Centrometal - Čakovec, Čakovec (1999./2000.) / Čakovec GEA 90, Čakovec GEA - Jedinstvo, Čakovec (1991./92.) - Meiko, Čakovec (1994./95.) - MOK Čazma, Čazma - Glumina, Čazma (1994./95.) - OK Daruvar, Daruvar (1994./95.) - Dubrovnik KWSO, Dubrovnik - Karlovac, Karlovac (1991./92.) - OK Mladost, Kaštel Lukšić (1991./92.) / Elektromagic Kaštel Lukšić, Mladost Marina Kaštela, Ribola Kaštela - OK Zrinski, Nuštar (1992./93.) / Zrinski – Vibrobeton - Opatija, Opatija (1991./92.) - Domagoj, Opuzen (1994./95.) - Elektra, Osijek (1994./95.) - Metaval – OLT, Osijek (1993./94.) / Metalac – OLT - MOK Mursa, Osijek / Mursa – Pan, Osijek Mursa PAN Papirna industrija, Mursa – Osijek - Osijek, Osijek (1999./2000.) - MOK Željezničar, Osijek (1991./92.) - OK Centurion, Pula - Gornja Vežica, Rijeka - MOK Rijeka, Rijeka (1991./92.) / Rijeka – Primorje - OK Rovinj, Rovinj (1991./92.) / Mirnapack, Mirna Rovinj - Metalac, Sisak (1991./92.) / Metaval – Sisak - OK Sisak, Sisak (2004./05.) | - Brod, Slavonski Brod - MOK Marsonia, Slavonski Brod - Marjan, Split (1994./95.) - OK Split, Split - Šibenik, Šibenik (1991./92.) - Šibenik 91, Šibenik - OK Valpovka, Valpovo (2000./01.) / Valpovo - OK Cratis Varaždin, Varaždin - Kitro Varaždin, Varaždin - Varaždin, Varaždin (1993./94.) - Varaždin Volley, Varaždin - Gorica, Velika Gorica - Borovo – Vukovar, Vukovar - Vukovar, Vukovar - Zadar, Zadar - Akademičar, Zagreb (1991./92.) - Croatia, Zagreb - Hrvatski dragovoljac, Zagreb (1998./99.) - Industrogradnja, Zagreb (1994./95.) / Industrogradnja – Akademičar - HAOK Mladost, Zagreb (1991./92.) / Mladost Regent, Mladost Lipovac, Mladost Proenergy - Novi Zagreb, Zagreb (1991./92.) - Trnje, Zagreb (2003./04.) / Trnje Panore, Bestal Trnje - MOK Zagreb, Zagreb (2001./02.) - Pauk Domaljevac, Županja (1998./99.) - Pauk Veronika, Županja (1996./97.) - OK Mladost, Županja – Domaljevac (1994./95.) / Mladost – Veronika |

## Izdanja
Kazalo
* U zagradi je broj klubova koji je inicijalno trebao sudjelovati u Prvenstvu; izbačeni ili odustali.
+ označava broj klubova koji je igrao MEVZA ligu te se u Prvenstvo uključio tek u doigravanju
| Godina               | Broj * klubova | Broj * klubova | Prvaci                                     | #2                                     | #3                                       | #4                                       | #1 nakon osnovnog dijela                             | #1 nakon osnovnog dijela |
| -------------------- | -------------- | -------------- | ------------------------------------------ | -------------------------------------- | ---------------------------------------- | ---------------------------------------- | ---------------------------------------------------- | ------------------------ |
| Godina               | liga           | doigr.         | Prvaci                                     | #2                                     | polufinalisti                            | polufinalisti                            | Klub                                                 | Bod (BP)                 |
| Prva liga            |                |                |                                            |                                        |                                          |                                          |                                                      |                          |
| 1991./92.            | 12             |                | Mladost Zagreb                             | Željezničar Osijek                     | Rijeka - Primorje                        | Akademičar Zagreb                        | ?                                                    |                          |
| 1992./93.            | 9              |                | Mladost Zagreb (2)                         | Željezničar Osijek                     | Novi Zagreb                              | Rijeka                                   | ?                                                    |                          |
| 1993./94.            | 12             |                | Mladost Zagreb (3)                         | Željezničar Osijek                     | Rijeka                                   | Metalac-OLT Osijek                       | ?                                                    |                          |
| 1994./95.            | 22ili24        |                | Mladost Zagreb (4)                         | Metalac OLT Osijek                     | Željezničar Osijek                       | Varaždin                                 | ?                                                    |                          |
| 1995./96.            | 12             |                | Mladost Zagreb (5)                         | Metalac OLT Osijek                     | Varaždin                                 | Karlovac                                 | ?                                                    |                          |
| 1996./97.            | 13             |                | Mladost Zagreb (6)                         | Akademičar Zagreb                      | Varaždin                                 | Metalac-OLT Osijek                       | —                                                    | —                        |
| 1997./98.            | 10             |                | Mladost Zagreb (7)                         | Akademičar Zagreb                      | Pauk Veronika Županja                    | Novi Zagreb                              | —                                                    | —                        |
| 1998./99.            | 10             |                | Mladost Zagreb (8)                         | Daruvar                                | Pauk Domaljevac Županja                  | Varaždin                                 | —                                                    | —                        |
| 1999./2000.          | 11             |                | Mladost Zagreb (9)                         | Mladost Kaštel Lukšić                  | Rijeka                                   | Karlovac                                 | —                                                    | —                        |
| 2000./01.            | 12             |                | Mladost Zagreb (10)                        | Rijeka                                 | Elektromagic Kaštel Lukšić               | Varaždin                                 | Mladost Zagreb                                       | 60 (+3)                  |
| 2001./02.            | 12             |                | Mladost Zagreb (11)                        | Osijek                                 | Varaždin                                 | Čakovec GEA 90                           | Mladost Zagreb                                       | 61 (+9)                  |
| 2002./03.            | 12             |                | Mladost Zagreb (12)                        | Varaždin                               | Osijek                                   | Karlovac                                 | Mladost Zagreb                                       | 64 (+15)                 |
| 2003./04.            | 12             |                | Varaždin                                   | Mladost Zagreb                         | Mladost Kaštel Lukšić Karlovac           | Mladost Kaštel Lukšić Karlovac           | Mladost Zagreb                                       | 61 (+5)                  |
| Prva A liga          |                |                |                                            |                                        |                                          |                                          |                                                      |                          |
| 2004./05.            | 12             |                | Varaždin (2)                               | Mladost Zagreb                         | Rijeka Karlovac                          | Rijeka Karlovac                          | Mladost Zagreb                                       | 65 (+10)                 |
| 2005./06.            |                |                | Mladost Zagreb (13)                        | Karlovac                               |                                          |                                          |                                                      |                          |
| 2006./07.            | 12ili10+2      |                | Mladost Zagreb (14)                        | Varaždin                               | Karlovac Mladost Kaštel Lukšić           | Karlovac Mladost Kaštel Lukšić           | ?                                                    |                          |
| 2007./08.            |                |                | Mladost Zagreb (15)                        | Zagreb                                 |                                          |                                          |                                                      |                          |
| 2008./09.            | 10+2           |                | Zagreb                                     | Mladost Zagreb                         | Karlovac                                 | Rijeka                                   | Karlovac                                             | 44 (+3)                  |
| 2009./10.            | 10+2           |                | Mladost Zagreb (16)                        | Mladost Marina Kaštela (Kaštel Lukšić) | Varaždin                                 | Karlovac                                 | Mladost Marina Kaštela                               | 50 (+6)                  |
| Superliga            |                |                |                                            |                                        |                                          |                                          |                                                      |                          |
| 2010./11.            | 10+2           |                | Mladost Zagreb (17)                        | Mladost Marina Kaštela (Kaštel Lukšić) | Daruvar                                  | Mursa Osijek                             | Mursa Osijek                                         | 50 (+11)                 |
| Prva A liga          |                |                |                                            |                                        |                                          |                                          |                                                      |                          |
| 2011./12.            | 14+2           |                | Mladost Marina Kaštela (Kaštel Lukšić)     | Mladost Zagreb                         | Sisak Rijeka                             | Sisak Rijeka                             | Rovinj                                               | 69 (+6)                  |
| 2012./13.            | 15+1           |                | Mladost Marina Kaštela (Kaštel Lukšić) (2) | Mladost Zagreb                         | Mursa Osijek Rovinj                      | Mursa Osijek Rovinj                      | Mladost Zagreb (I) Zagreb (II)                       | 25 (+0) 36 (+3)          |
| 2013./14.            | 14             |                | Mladost Marina Kaštela (Kaštel Lukšić) (3) | Mladost Zagreb                         | Mursa Osijek Mirna Rovinj                | Mursa Osijek Mirna Rovinj                | Mladost Marina Kaštela (I) Karlovac (II)             | 54 (+14) 36 (+1)         |
| 2014./15.            | 16             |                | Mladost Marina Kaštela (Kaštel Lukšić) (4) | Mladost Zagreb                         | Mursa Osijek Sisak                       | Mursa Osijek Sisak                       | Mladost Marina Kaštela (I) Gorica Velika Gorica (II) | 35 (+5) 35 (+7)          |
| 2015./16.            | 15             |                | Mladost Marina Kaštela (Kaštel Lukšić) (5) | Mladost Zagreb                         | Mursa Osijek Centrometal Črečan          | Mursa Osijek Centrometal Črečan          | Mladost Marina Kaštela (I) Rijeka (II)               | 37 (+0) 34 (+10)         |
| Superliga            |                |                |                                            |                                        |                                          |                                          |                                                      |                          |
| 2016./17.            |                |                | Mladost Marina Kaštela (Kaštel Lukšić) (6) | Mladost Proenergy Zagreb               |                                          |                                          |                                                      |                          |
| 2017./18.            |                |                | Mladost Proenergy Zagreb (18)              | Mladost Marina Kaštela (Kaštel Lukšić) |                                          |                                          |                                                      |                          |
| 2018./19.            |                |                | Mladost Zagreb (19)                        | Mladost Ribola Kaštela (Kaštel Lukšić) |                                          |                                          |                                                      |                          |
| 2019./20. ↓19-20     |                |                | Mladost Ribola Kaštela (Kaštel Lukšić) (7) | Mladost Zagreb                         |                                          |                                          |                                                      |                          |
| 2020./21.            | 11             |                | Mladost Zagreb (20)                        | Mursa – Osijek                         | Ribola Kaštela Kaštel Lukšić Split       | Ribola Kaštela Kaštel Lukšić Split       | Mladost Zagreb                                       | 57 (+2)                  |
| 2021./22.            | 12             |                | Mladost Zagreb (21)                        | Ribola Kaštela (Kaštel Lukšić)         | Mursa – Osijek Kitro Varaždin            | Mursa – Osijek Kitro Varaždin            | Mladost Zagreb                                       | 64 (+2)                  |
| 2022./23.            | 12             |                | Mladost Zagreb (22)                        | Mursa – Osijek                         | Ribola Kaštela Kaštel Lukšić Centrometal | Ribola Kaštela Kaštel Lukšić Centrometal | Mursa – Osijek                                       | 62 (+1)                  |
| 2023./24.            | 12             |                | Mladost Zagreb (23)                        | Mursa – Osijek                         | Centrometal Ribola Kaštela Kaštel Lukšić | Centrometal Ribola Kaštela Kaštel Lukšić | Mladost Zagreb                                       | 44 (+8)                  |
| 2024./25.            | 10             |                | Mursa – Osijek                             | Mladost Zagreb                         | Ribola Kaštela Kaštel Lukšić Centrometal | Ribola Kaštela Kaštel Lukšić Centrometal | Mladost Zagreb                                       | 36 (+6)                  |
| SuperSport Superliga |                |                |                                            |                                        |                                          |                                          |                                                      |                          |
| 2025./26.            |                |                |                                            |                                        |                                          |                                          |                                                      | (+)                      |

 Napomene: 

↑19-20  u sezoni 2019./20. prvenstvo prekinuto zbog pandemije COVID-19, te je zaključeno po zatečenom sstanju uoči prekida

### Vječna ljestvica
zaključno sa sezonom 2024./25. 
| Klub           | Sjedište      | Prvak | Drugi | TOP4 | Ostali nazivi; Napomene |
| -------------- | ------------- | ----- | ----- | ---- | ----------------------- |
| Mladost ZG     | Zagreb        | 23    | 11    |      |                         |
| Mladost KL     | Kaštel Lukšić | 7     | 6     |      |                         |
| Varaždin       | Varaždin      | 2     | 2     |      |                         |
| Mursa – Osijek | Osijek        | 1     | 3     |      |                         |
| Zagreb         | Zagreb        | 1     | 1     |      |                         |
| Željezničar    | Osijek        | 0     | 3     |      |                         |
| Akademičar     | Zagreb        | 0     | 2     |      |                         |
| Metalac – OLT  | Osijek        | 0     | 2     |      |                         |
| Osijek         | Osijek        | 0     | 1     |      |                         |
| Rijeka         | Rijeka        | 0     | 1     |      |                         |
| Karlovac       | Karlovac      | 0     | 1     |      |                         |
| Daruvar        | Daruvar       | 0     | 1     |      |                         |

## Vanjske poveznice
- natjecanja.hos-cvf.hr, Hrvatska odbojkaška natjecanja
- hos-cvf.hr, Hrvatski odbojkaški savez
- crovolleyball.com  Arhivirana inačica izvorne stranice od 3. lipnja 2021. (Wayback Machine)
- Hrvatska odbojkaška udruga
- Hrvatski odbojkaški portal  Arhivirana inačica izvorne stranice od 21. srpnja 2019. (Wayback Machine)